# Pallasca (tỉnh)
Tỉnh Pallasca (tiếng Tây Ban Nha: Provincia de Pallasca) là một tỉnh thuộc vùng Ancash của Peru. Tỉnh Pallasca có diện tích 2101 km², dân số thời điểm theo điều tra dân số ngày 11 tháng 7 năm 1993 là 28389 người. Tỉnh lỵ đóng ở Cabana.